# Lavazèpas
De Lavazèpas (Italiaans: Passo di Lavazè / Duits: Lavazèjoch) ligt op de grens van de Italiaanse provincies Trente en Zuid-Tirol. Tevens is het de Italiaans-Duitse taalgrens. De Lavazèpas is het gehele jaar geopend.
Vanuit het zuiden begint de weg in Cavalese dat ligt in het Valle di Fiemme. De plaats kwam in 1998 in het nieuws toen een straaljager door de kabels van een bergbaan vloog met 20 slachtoffers als gevolg. Een goede weg gaat via Varena door dichte bossen omhoog naar de top. Onderweg takt er naar rechts een weg af naar de 1431 meter hoge Passo di Pramadiccio die naar Stava leidt. De laatste kilometers voor de pashoogte hebben een aanzienlijk hoger stijgingspercentage (tot 12%). Vanaf de pashoogte heeft men uitzicht op de berggroep van de Latemar. Naar het westen loopt een weg naar een andere pas: de Grimmjoch. De afdaling gaat door het Selva di Ega (Eggenwald) omlaag naar Ponte Nova in het Eggental. Onderweg is er zo nu en dan uitzicht op het massief van de Rosengarten.

## Grimmjoch
Vier kilometer ten westen van de Lavazèpas ligt een andere pas; de Grimmjoch (Italiaans: Passo di Oclini) (1989 m). De pashoogte is alleen vanaf deze zijde te bereiken. De twee passen zijn met elkaar verbonden via een goede, niet erg steile weg. De Grimjoch ligt ingeklemd tussen de uitzichtsbergen Corno Bianco (Weißhorn) en Corno Nero (Schwarzhorn). Ten noordwesten van de Passo Oclini heeft de rivier de Bletterbach een kloof uitgesleten die de bijnaam Grand Canyon dell'Alto Adige heeft.